# Alessa Gillespie
Alessa Gillespie è un personaggio immaginario appartenente alla serie di videogiochi Silent Hill. Alessa compare nel primo gioco e nel suo prequel: Silent Hill: Origins, mentre in Silent Hill 3 viene soltanto menzionata.

## Storia
Alessa, normale bambina di sei anni, voleva solo farsi tanti amici ed essere amata da tutti, ma i suoi poteri psichici, come la proiezione astrale (che le permetteva di uccidere le persone), furono oggetto di discriminazione nei suoi confronti e la bambina cominciò ad essere emarginata dai suoi compagni di scuola: la Midwich.
Col passare del tempo gli insegnanti, in particolare K. Gordon, la maestra della classe di Alessa, iniziarono a sospettare che la bambina subisse degli abusi da parte della madre Dahlia, sacerdotessa di una setta chiamata L'Ordine. Finalmente Alessa conobbe Claudia Wolf, una bambina della sua età che voleva esserle amica. Entrambe venivano maltrattate dai propri genitori appartenenti alla stessa setta, e cominciarono ad andare d'accordo, tant'è che Alessa la considerava come una sorella. Assieme al padre di Claudia, Alessa crebbe con gli insegnamenti della setta e la maggior parte del suo tempo lo impiegava pregando il Dio di poterle dare una vita serena e tranquilla, ma nessuna richiesta venne mai esaudita. Quando era sola, Alessa disegnava mostri, che rappresentavano la sua visione del mondo.
A sette anni, Dahlia, influenzata dall'ordine, si convinse di poter far nascere il Dio da Alessa, così la sacrificò e stava per bruciarla viva, ma il rito fu interrotto da Travis Grady, che salvò Alessa dalle fiamme. La bambina rimase comunque incinta del Dio. Segretamente Dahlia, mettendosi d'accordo col dottor Michael Kaufmann, rinchiuse Alessa nei sotterranei dell'Ospedale Alchemilla mentre il Dottor Kauffman fece un patto con Lisa Garland, un'infermiera tossicodipendente: in cambio di una fornitura di droga, Lisa doveva tenere sotto controllo Alessa.
Le gravi ustioni riportate su tutto il corpo non permettevano alla ragazza di partorire il Dio dentro di lei. Per sette lunghi anni, Alessa continuò a soffrire finché a 14 anni, non si ricongiunse con la sua metà: Cheryl, e venne salvata da Harry Mason, che sconfisse il Dio Samael cresciuto nel suo grembo. Dopo la morte del Dio, Alessa diede a Harry una nuova bambina, ovvero la sua reincarnazione. Harry e la neonata (che successivamente verrà chiamata Heather) fuggono da Silent Hill e si rifanno una nuova vita.